# Paul Lorieau

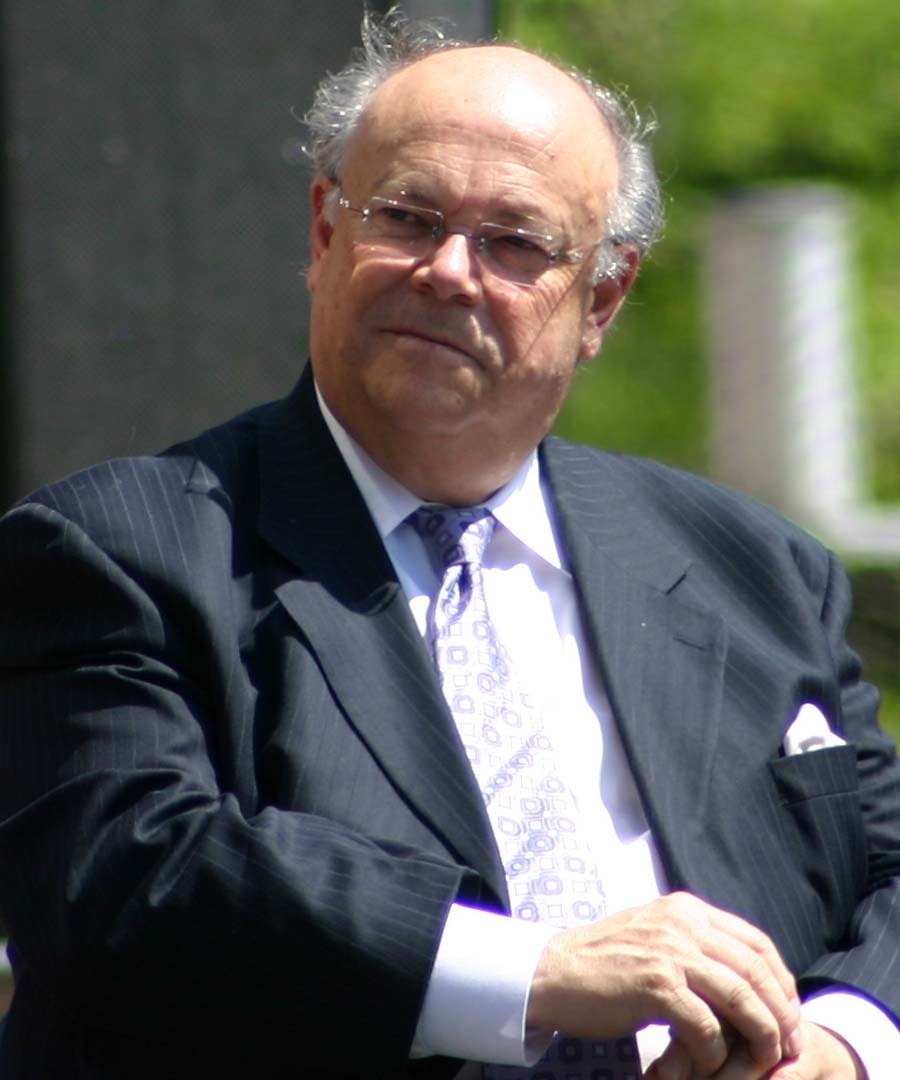

Paul Joseph Lorieau (29 de junio de 1942 - 2 de julio de 2013) fue un óptico canadiense que fue el cantante del Himno Nacional de los Petroleros de Edmonton de la Liga Nacional de Hockey de 1981 a 2011. Él era de ascendencia franco-canadiense.
Paul Joseph Lorieau nació como el más joven de siete hijos el 29 de junio de 1942 en Legal, Alberta hijo de Henri y Alexandrine Lorieau. En ambos de sus padres había antecedentes musicales, su madre tocaba el violín, y su padre era un "tenor natural". Alrededor de 1981 Lorieau había enviado en una cinta de audición en la búsqueda de un nuevo cantante del himno de Edmonton a petición del director de relaciones con los medios de Oilers Bill Tuele. Aunque ya se había seleccionado el cantante del himno en el momento, la cinta de Lorieau, que había sido enviada a finales del concurso como lo había hecho desde la ciudad de Nueva York en ese momento, había sido considerado y en definitiva terminó siendo dado a la tarea.